# 黄色单胞菌属
黄色单胞菌属為假单胞菌目假单胞菌科的一属好氧或兼性厌氧发酵型革兰氏阴性杆菌。直杆菌，端圆。在通常的环境中可以检出。为人类及其他温血运动物腐生菌或共生菌，偶尔致病。此属的模式种为栖稻黄色单胞菌(Flavimonas oryzihabitans)。
该属的正名为假单胞菌属 Pseudomonas Migula 1894。

## 下属物种
本属包括以下物种：
- 栖稻黄色单胞菌 Flavimonas oryzihabitans (Kodama et al. 1985) Holmes et al. 1987